# Rolandas Paksas
Rolandas Paksas (Telšiai (Litouwse SSR), 10 juni 1956) is een Litouws politicus. Van 26 februari 2003 tot zijn afzetting op 6 april 2004 was hij president van de Republiek Litouwen. Eerder was hij stuntvlieger, piloot, instructeur, burgemeester van Vilnius en tweemaal premier (1999 en 2000–2001). In 2009 werd hij verkozen tot lid van het Europees Parlement.
Als burgemeester van de hoofdstad oogstte hij veel lof voor zijn initiatieven om de historische binnenstad op te knappen en nieuw aanzien te geven.

## Biografische gegevens
Paksas was enig kind van Feliksas and Elena Paksas. Zijn middelbare opleiding deed hij tot 1974 aan de Žemaitės school in Telšiai. In 1979, beëindigde hij met succes zijn studie in aan het Instituut voor Civiele Bouwtechniek in Vilnius (nu de Vilnius Gediminas Technische Universiteit) met een   graad in industriële en civiele techniek. In 1984 studeerde hij in Leningrad (nu Sint Petersburg) aan de Burgerluchtvaart Academie af als boordwerktuigkundig piloot.
Daarna werd Paksas profsporter. Als lid van het voormalige nationale team van stuntvliegers uit de Sovjet-Unie en Litouwen won hij verschillende keren het kampioenschap stuntvliegen van Litouwen, en ook verschillende internationale wedstrijden.
Naast zijn sportieve loopbaan werkt Paksas als instructeur-piloot. Later werd hij directeur van de Darius en Girėnas Vliegclub in Vilnius, en commandant bij de vrijwillige nationale defensiedienst. Van 1992 tot 1997 was hij directeur van het aannemersbedrijf Restako.
Paksas is getrouwd. Zijn vrouw Laima is econoom. Ze hebben twee kinderen: dochter Inga en zoon Mindaugas.

## Presidentschap
Op 5 januari 2003 versloeg uitdager en oud-premier Paksas in de tweede en laatste ronde van de Litouwse presidentsverkiezingen verrassend zittend president Valdas Adamkus. Als president leidde hij Litouwen naar het NAVO-lidmaatschap, dat zijn beslag kreeg kort voor zijn aftreden, en naar de toetreding tot de Europese Unie, die hij net niet meer als president zou meemaken.
Op 30 oktober 2003 zond het Litouwse ministerie van Staatsveiligheid een rapport naar de Seimas, waarin Paksas in verband werd gebracht met internationale georganiseerde misdaad. De Seimas stelde hierop een commissie in onder leiding van Aloyzas Sakalas. Deze commissie bevestigde op 1 december 2003 de beschuldigingen die werden geuit door het ministerie van Staatsveiligheid, en oordeelde dat Paksas een gevaar vormde voor de nationale veiligheid. Naar aanleiding hiervan oordeelde het Constitutioneel Hof van Litouwen dat een decreet waarmee Paksas staatsburgerschap verleende aan de Rus Joeri Borisov in strijd was met de grondwet. Borisov droeg omgerekend 400.000 Amerikaanse dollar bij aan Paksas' presidentscampagne.
Ondertussen startte de Seimas op 16 december 2003 een afzettingsprocedure tegen Paksas. De verantwoordelijke parlementscommissie concludeerde op 19 februari 2004 dat alle aanklachten gegrond waren, en droeg de zaak vervolgens over aan het Constitutioneel Hof. Dat oordeelde op 31 maart 2004 dat Paksas de grondwet en zijn ambtseed had geschonden door een Litouws paspoort te verstrekken aan Borisov in ruil voor de financiering van zijn presidentscampagne, door staatsgeheimen te lekken, en door het bestuur en aandeelhouders van het bedrijf "Žemaitijos keliai" ertoe te bewegen aandelen over te dragen aan mensen om hem heen. Op 6 april 2004 stemde de Seimas daadwerkelijk voor zijn afzetting.
Paksas, die niet aan het onderzoek wilde meewerken, gaf toe dat hij fouten had gemaakt, maar zei nooit het land of de burgers te hebben benadeeld. Hij ontving op 25 februari 2003 het Grootkruis met Keten in de Orde van Vytautas de Grote.

## Partij voor Orde en Gerechtigheid
Op 12 oktober 2008 was Paksas met zijn nieuwe partij – Partij voor Orde en Gerechtigheid – een van de twee grote winnaars. Naast de conservatieven wonnen zij fors ten koste van de socialisten. In 2016 gaf hij het leiderschap van zijn partij op. Wel bleef hij lid van het Europees Parlement. Na de verkiezingen van 2019, waarbij hij als onafhankelijk kandidaat meedeed, keerde hij daarin niet meer terug.